# Diagrama de componentes
Diagrama de componentes da UML ilustra como as classes deverão se encontrar organizadas através da noção de componentes de trabalho. Por exemplo, pode-se explicitar, para cada componente, qual das classes que ele representa.
É utilizado para:
- Modelar os dados do código fonte, do código executável do software.
- Destacar a função de cada módulo para facilitar a sua reutilização.
- Auxiliar no processo de engenharia reversa, por meio da organização dos módulos do sistema e seus relacionamentos.

## Conceitos
- Não pertence à categoria de diagramas de interação apresentada pela UML 2.0, o diagrama de componentes.

- Componentes: Peça física distribuível e substituível de código e que contém elementos que apresentam um conjunto de interfaces requeridas e fornecidas.

- Interface: Diagrama de classes.

## Abordagem Arthuriana
Na abordagem arthuriana o sistema é analisado de forma holística. Ou seja, o respectivo diagrama não versa sobre um componente específico mas sim sobre o sistema inteiro.